# Grič pri Trebnjem
Grič pri Trebnjem este o localitate din comuna Trebnje, Slovenia, cu o populație de 9 locuitori.